# Candies
Candies (キャンディーズ) fou un grup musical japonès de noies actiu entre 1973 i 1978. Els seus membres eren Ran Ito (伊藤蘭) anomenada Ran, Yoshiko Tanaka (田中好子) anomenada Sue i Miki Fujimura (藤村美樹) anomenada Miki. El 1977, tot i la forta popularitat, sobtadament van anunciar que es retiraven. Al Japó, el concert final del 4 d'abril de 1978 a l'Estadi Korakuen va ser una gran notícia i es va presentar a la televisió. L'índex d'audiència va ser del 32%. Sue va morir de càncer de pulmó l'abril de 2011. Encara avui són considerades un dels principals grups musicals japonesos de tots els temps.

## Discografia

### Senzills
Aquestes cançons es poden veure a Youtube.

Lead vocal : Sue (1,2,3,4) Ran (5,6,7,8,9,10,11,12,13,14,15,17,18) Miki (16)
|    | Títol                                                  | Any  |
| -- | ------------------------------------------------------ | ---- |
| 1  | Anata ni Muchū (あなたに夢中)                          | 1973 |
| 2  | Soyokaze no Kuchizuke (そよ風のくちづけ)               | 1974 |
| 3  | Abunai Doyōbi (危い土曜日)                             | 1974 |
| 4  | Namida no Kisetsu (なみだの季節)                       | 1974 |
| 5  | Toshishita no Otoko no Ko (年下の男の子)               | 1975 |
| 6  | Uchiki na Aitsu (内気なあいつ)                         | 1975 |
| 7  | Sono Ki ni Sasenaide (その気にさせないで)              | 1975 |
| 8  | Heart no Ace ga Detekonai (ハートのエースが出てこない) | 1975 |
| 9  | Haru Ichiban (春一番)                                  | 1976 |
| 10 | Natsu ga Kita! (夏が来た!)                             | 1976 |
| 11 | Heart Dorobō (ハート泥棒)                              | 1976 |
| 12 | Aishū no Symphony (哀愁のシンフォニー)                 | 1976 |
| 13 | Yasashii Akuma (やさしい悪魔)                          | 1977 |
| 14 | Shochū Omimai Mōshiagemasu (暑中お見舞い申し上げます)  | 1977 |
| 15 | Un Deux Trois (アン・ドゥ・トロワ)                     | 1977 |
| 16 | Wana (わな)                                            | 1977 |
| 17 | Hohoemi Gaeshi (微笑がえし)                            | 1978 |
| 18 | Tsubasa (つばさ)                                       | 1978 |

### Vídeo
|   | Títol                                     | Mode    |
| - | ----------------------------------------- | ------- |
| 1 | Candies Forever (1978 Final Carnival)     | DVD     |
| 2 | Candies Treasure (1977-1978 Live)         | DVD     |
| 3 | Candies Treasure VOL.1 (1977 Live)        | Blu-ray |
| 4 | Candies Treasure VOL.2 (1977 Live)        | Blu-ray |
| 5 | Candies Treasure VOL.3 (1978 Live)        | Blu-ray |
| 6 | Candies Treasure VOL.4 (TV Live)          | Blu-ray |
| 7 | The Final Carnival (The Complete Version) | DVD     |